# اس‌اس‌اس‌پی‌ام جی۱۵۴۹–۳۵۴۴
اس‌اس‌اس‌پی‌ام جی۱۵۴۹-۳۵۴۴ یک ستاره است که در صورت فلکی گرگ قرار دارد.